# Slayer
Slayer és un grup estatunidenc de thrash metal format a Califòrnia l'any 1981. Es va formar pels guitarristes Jeff Hanneman i Kerry King a Huntington Park, Califòrnia. Per completar la seva formació, King i Hanneman van reclutar al baixista i vocalista d'origen xilè Tom Araya i el bateria d'origen cubà Dave Lombardo. Aquest últim ha estat fluctuant dins i fora de la banda durant diversos anys. Slayer va assolir la fama gràcies a l'edició de Reign in Blood, qualificat com «l'àlbum més heavy de tots els temps» segons la revista Kerrang!. Gràcies a aquesta fama, el grup va ser inclòs durant els anys vuitanta dins dels quatre grans del thrash metal juntament amb Metallica, Megadeth i Anthrax.
Slayer ha estat fortament criticada per grups religiosos de ser una banda de rock satànic, a causa que tant les seves lletres com les portades dels seus àlbums tracten temes com el satanisme, la violència, assassinats en sèrie en guerres, i se li ha acusat de donar suport al nazisme. Aquesta última acusació va ser formulada a causa de l'afició de Jeff Hanneman de col·leccionar material de temàtica nazi i per lletres com la de la cançó «Angel of Death», que tracta sobre la figura de Josef Mengele. Els membres del grup sempre han negat aquestes imputacions, assegurant que simplement estan interessats en el tema.
Des del seu debut el 1983, la banda ha llançat dos àlbums en directe, dos recopilatoris i nou àlbums d'estudi, i ha venut més de quatre milions d'àlbums només en els Estats Units. Ha rebut dos premis Grammy: un el 2007 per la cançó «Eyes of the Insane» i un altre el 2008 pel tema «Final Six», i han liderat festivals mundials com el Ozzfest i el Download Festival.

## Història

### Primers dies
Slayer es va formar el 1981, quan Kerry King va conèixer a Jeff Hanneman mentre estaven fent proves per entrar en un grup de heavy metal. Aquests dos van contractar al vocalista i baixista d'origen xilè Tom Araya i al bateria cubà Dave Lombardo, a qui van conèixer mentre treballava com a repartidor de pizzes. El grup va començar a versionar cançons d'Iron Maiden i Judas Priest en clubs musicals del sud de Califòrnia. Les seves primeres actuacions incloïen imatges satàniques i creus invertides, així com d'altra faramalla anticristiana. Durant un d'aquests shows, la banda va cridar l'atenció de Brian Slagel, un periodista que havia fundat recentment el segell Metal Blade Records, que va oferir a la formació un contracte discogràfic. Existeix un rumor que afirma que la banda es va dir al principi Dragonslayer a causa de la pel·lícula del mateix nom (en anglès). Tanmateix, aquest rumor va ser negat en una entrevista pel guitarrista Kerry King, que va dir: «Mai no ens hem anomenat així. Això és un mite».

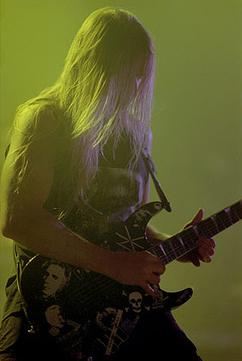
Jeff Hanneman en un concert amb Slayer el 24 de març de 2007.

Al grup se li va oferir un concert com a teloners de Bitch en el club Woodstock de Los Angeles, on van interpretar vuit cançons, de les quals sis eren versions d'altres artistes. Brian Slagel va ser un dels assistents al concert, i va quedar impressionat per la posada en escena del grup. Gràcies a això, es va reunir una vegada acabat el concert per demanar-los que gravessin una de les cançons originals que havien tocat en el concert per incloure-la al recopilatori del segell, Metal massacre III. La cançó «Aggresive perfector» va aconseguir una moderada acollida dins del panorama underground, cosa que va fer que Slagel oferís un contracte oficial a la banda amb el seu segell, Metal Blade.

### Show no mercy(1983-1984)
Sense cap mena de pressupost, el grup va haver de finançar-se l'enregistrament del seu primer àlbum, Show no mercy. Gràcies als diners cobrats per Araya, que treballava com a paramèdic (terapista respiratori), i als diners deixats pel pare d'en King, el grup va entrar a l'estudi el novembre de 1983. Tres setmanes després, l'àlbum ja estava gravat i llest per ser comercialitzat, pel que va ser llançat el desembre de 1983 per Metal Blade Records. Les vendes del disc van superar les 20.000 còpies als Estats Units i unes altres 20.000 més a la resta del món.
El grup, gràcies a l'edició d'aquest disc, va aconseguir una certa popularitat als Estats Units malgrat les males crítiques rebudes, i va començar la seva primera gira pel seu país d'origen. Actualment, no gaudeix de la rellevància que tenen els àlbums més recents, però encara és considerat una obra clàssica per alguns i conté alguns favorits dels admiradors com «Die by the sword», «The antichrist» i «Black magic». Era essencial per al grup guanyar un seguiment de culte i respecte en la comunitat del metal, de manera que se li van introduir a l'àlbum influències del NWOBHM.
El segon llançament del grup, un EP anomenat Haunting the chapel, era considerablement més fosc i més orientat al thrash metal que el seu predecessor, i es considera que va constituir les bases del so clàssic del grup. Conté els temes «Chemical warfare», «Captor of sin» i «Haunting the chapel». La publicació del seu primer EP va donar la possibilitat a Slayer de realitzar els seus primers concerts a Europa, obrint per a UFO a Bèlgica en el festival Heavy Sounds.

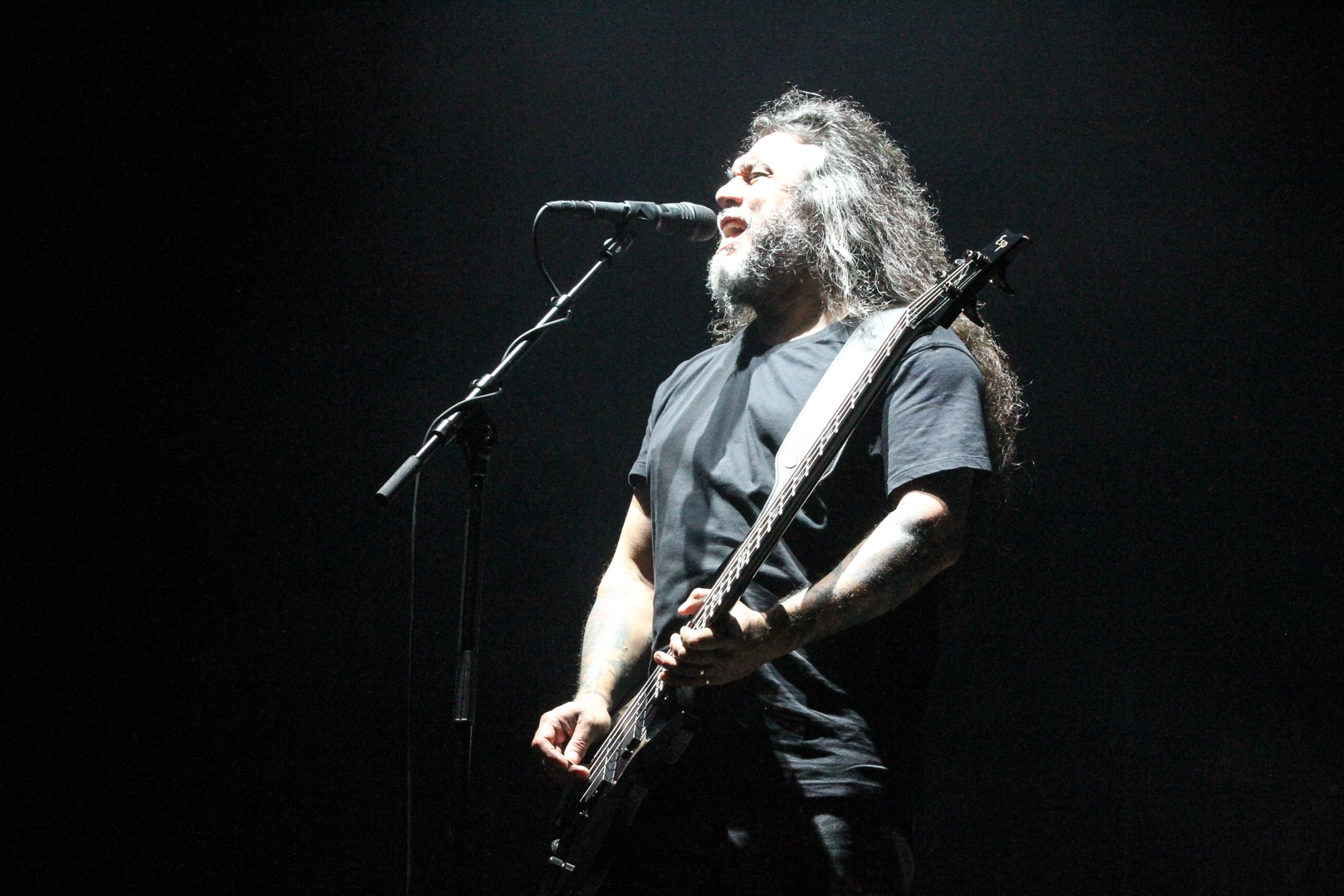
Tom Araya, vocalista i baixista d'origen xilè, en un concert amb Slayer, 2013.

Després del llançament de l'EP Kerry King es va unir momentàniament a Megadeth, amb els quals va tocar només cinc concerts abans de tornar a Slayer. La seva marxa es va deure a una discussió entre Dave Mustaine i King, que deia que Megadeth li treia massa temps. La negativa de King a formar part permanent de Megadeth no se li va posar bé a en Mustaine, que va congelar les relacions entre els dos grups durant un llarg període. Després de la tornada de King, Slayer es va embarcar en la seva gira Combat Tour el 1984 amb Venom i Exodus, on suposadament es va gravar el disc en directe Live undead editat el novembre encara que realment aquest disc no va ser gravat en directe si no en estudi amb 50 fans seleccionats i certs arranjaments per donar-li aquest ambient de gran estadi.

### Hell awaits(1985-1986)
El 1985, Slayer va tornar a l'estudi, encoratjats per les 40.000 còpies que havia venut Show no mercy, per gravar, aquesta vegada amb un pressupost aportat per la discogràfica, el seu segon LP, contractant el productor Rom Fair gràcies als diners de la companyia.
El seu segon llançament, Hell awaits, va aprofundir la foscor de Haunting the chapel, on l'infern i Satanàs van ser els principals objectes de les cançons. L'obra és probablement la més progressiva del grup, contenint set cançons la majoria més llargues que la resta del seu repertori musical. La cançó d'obertura té una veu demoníaca dient Join us -uneix-te a nosaltres- al revés, responsable de la idea cristiana del backmasking usat per difondre missatges anticristians a través de la música.

### Reign in blood(1986-1987)
Després de l'èxit del seu últim treball, Rick Rubin, que havia fundat feia poc el segell Def Jam Records, va oferir al grup un nou contracte. El grup va acceptar gràcies al major pressupost ofert per Def Jam i per treballar amb un productor experimentat com en Rubin.
El resultat va ser Reign in blood, publicat el 1986. En aquest àlbum, Slayer va accelerar significativament el tempo de les cançons, oposant-se a l'estil més lent i gairebé progressiu de Hell awaits amb una durada de poc menys de mitja hora, una cosa poc comuna. Columbia Records es va negar a distribuir l'àlbum a causa de la seva portada i a la temàtica de les seves cançons, entre les quals destaca «Angel of death». Finalment, Reign in blood va ser distribuït per Geffen Records i va arribar a les botigues el 7 d'octubre, tot i que no va aparèixer al catàleg de la companyia distribuïdora a causa de l'agra polèmica que havia envoltat al disc abans de la seva sortida a la llum. És probable que fos aquesta controvèrsia el que va fer que el treball fos un èxit, convertint-se en el primer disc del grup en entrar en el Billboard 200 (lloc 94), i arribant a aconseguir un disc d'Or als Estats Units.
Poc després de la seva publicació, Slayer es va embarcar en la gira Reign in Pain amb Overkill als Estats Units i Malice a Europa. A més, va aconseguir obrir a la gira americana de W.A.S.P., però un mes després, el bateria Dave Lombardo va abandonar la formació a causa d'interessos econòmics: «No estava guanyant gens de diners. Vaig pensar que si havíem de ser professionals, amb un segell gran, volia que em paguessin el lloguer, l'aigua, la llum i el telèfon». A canvi, s'uneix l'exintegrant de Whiplash, Tony Scaglione, que va haver de deixar el grup a causa de la tornada de Lombardo, convençut per la seva dona per tornar al grup. Gràcies a la insistència de Rubin, Slayer va gravar una versió de «In-A-Gadda-Da-Vida», una de les cançons més conegudes d'Iron Butterfly, per a la pel·lícula menys que zero. Encara que la banda no va quedar molt satisfeta amb el resultat de la versió, aquesta va assolir prou importància en les ràdios americanes.

### South of heaven(1988-1989)
South of heaven, llançat el 1988, va marcar un canvi musical lleu. En contrast amb l'agressivitat present a Reign in blood, van disminuir la velocitat dels temps en algunes cançons, agregant elements com les guitarres no distorsionades i van atenuar els estils vocals no sentits en àlbums anteriors. Alguns crítics els van elogiar en demostrar el seu desig de créixer musicalment i evitar ser repetitius. Però els nous sons van decebre alguns dels seus admiradors, que estaven acostumats a l'estil dels seus anteriors discs. Encara que els fanàtics segueixen dividits en el tema, dues cançons de l'àlbum, «Mandatory suicide» i «South of heaven», s'han convertit en permanents addicions a la llista en directe. Hanneman va declarar sobre això: «No podíem millorar Reign in blood pel que vam haver d'alentir. Sabíem que qualsevol cosa que féssim seria comparada amb Reign in blood, i recordo que fins i tot vam parlar d'alentir-lo. Era estrany; mai no havíem fet això en un àlbum, ni abans ni després». South of heaven es va convertir en el disc més venut de la banda fins aquell moment, debutant al lloc 57 del Billboard 200, i assolint per segona vegada en la seva carrera un disc d'or als EUA.

### Seasons in the abyss(1990-1993)
Slayer va tornar a l'estudi el 1989 amb el productor Andy Wallace per gravar la continuació de South of heaven. Seasons in the abyss va ser una tornada al so de Reign in blood encara que va romandre un so lleugerament més melòdic heretat del seu treball antecessor. El disc va sortir en venda en 1990 al nou segell de Rick Rubin, Def American Records, que s'havia separat de Def Jam per diferències amb Russell Simmons, copropietari de la marca. Seasons in the abyss va debutar en el lloc 44 del Billboard 200, i va assolir el disc d'or en 1992. El videoclip de la cançó homònima al disc, segon de la carrera de Slayer, va ser gravat en les piràmides d'Egipte poc abans de la Guerra del Golf. D'aquest disc es destaquen temes com «War ensamble», «Seasons in the abyss», «Spirit in black» i «Dead skin mask». Tècnicament parlant, es dobla la veu d'en Tom a «Temptation» i s'incorpora la veu d'un nen a «Dead skin mask» (cançó que tracta sobre l'assassí en sèrie nord-americà Ed Gein).
Amb l'objectiu de presentar el disc, Slayer es va unir a grups de la talla de Megadeth (acabant així amb les seves passades diferències), Anthrax, Testament, Suicidal Tendencies o Alice in Chains, on van gravar un disc doble en directe anomenat Decade of aggression el 1991, com a celebració dels deu anys d'existència de la banda. L'àlbum va assolir en la seva primera setmana el lloc 55 de la llista de la revista Billboard.
El maig de 1992, Dave Lombardo va deixar la banda a causa de conflictes amb els seus membres, ja que Lombardo volia portar a la seva dona de gira amb la banda, per formar Grip Inc. El seu substitut va ser Paul Bostaph, qui havia militat anteriorment en Forbidden. El seu debut va esdevenir en 1992, en el festival Monsters of Rock ubicat al castell de Donington, Regne Unit.

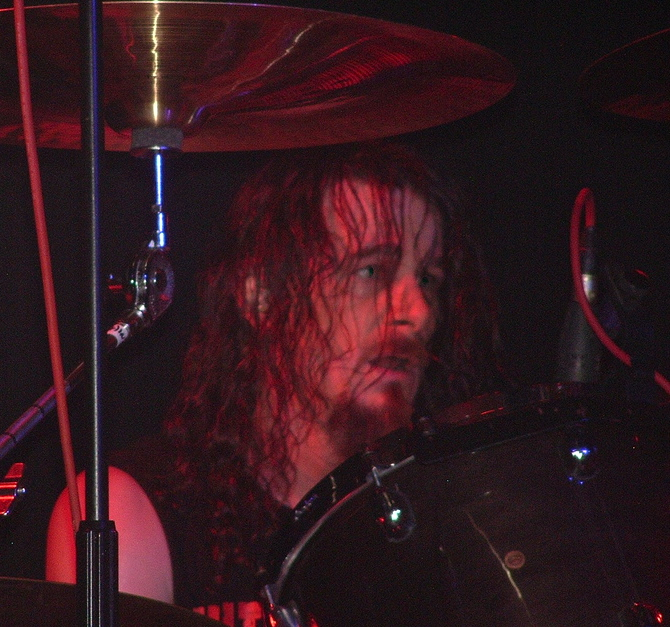
Paul Bostaph en un concert amb Exodus el novembre de 2006.

### Divine intervention(1994-1995)
Slayer va editar el seu següent disc en 1994, després d'un descans de dos anys, sota el nom de Divine intervention. El disc es va convertir en la seva època en el més venut de la discografia de la banda en arribar en la seva primera setmana al vuitè lloc del Billboard 200. Divine intervention conté cançons sobre el genocidi nazi Reinhard Heydrich (el títol «SS-3» es refereix al número de placa del seu automòbil) i de l'assassí en sèrie Jeffrey Dahmer (el títol «213», es refereix al número del departament on va violar i va assassinar disset víctimes). La resta de la temàtica del disc gira entorn dels assassinats en sèrie i la religió cristiana.
Com a promoció del disc, Slayer va començar una gira mundial en 1995 amb Biohazard i Machine Head, en el que es va gravar l'àlbum en directe Live intrusion que conté una versió del tema de Venom «Witching hour» amb Machine Head. Des de llavors, les relacions entre Slayer i Machine Head se n'han anat deteriorant progressivament. Una vegada finalitzada l'esmentada gira, Slayer es va embarcar en el festival Monsters of Rock com a quart cap de cartell per sota de Metallica.

### Undisputed attitude(1996-1997)
Undisputed attitude (1996) va ser un conjunt de versions de hardcore punk de grups com Minor Threat, T.S.O.L., D.R.I., The Stooges o Verbal Abuse, entre altres artistes. Aquest disc conté també tres cançons originals, «Gemini», «Can't stand you» i «Ddamm», escrites per Hanneman per a un projecte paral·lel anomenat Pap Smear. Paul Bostaph va deixar la disciplina del grup poc després de l'edició de l'àlbum per formar el seu propi projecte, The Truth about Seafood, pel que es va contractar a John Dette (ex de Testament) per suplir la seva marxa. Ja amb totes les places cobertes, Slayer va liderar el 1996 el festival Ozzfest amb Ozzy Osbourne, Danzig, Biohazard, Sepultura i Fear Factory. Dette va ser acomiadat abans d'acabar la gira a causa de discussions amb la resta de membres, i Paul Bostaph va tornar per cobrir la seva partida.
Aquell mateix any 1996, els pares d'Elyse Pahler, la filla del qual havia estat assassinada recentment, van acusar i van demandar el grup argüint que el contingut de les lletres de Slayer van encoratjar als assassins de la seva filla. La petita va ser drogada, estrangulada, torturada i violada abans de ser sacrificada al diable per tres admiradors del grup. La causa va ser desestimada l'any 2000 a causa de la decisió del jutge, que es va remetre a la «existència de llibertat d'expressió» i va exposar que el contingut de les lletres del grup són un pla de màrqueting. Una segona demanda va ser interpel·lada per la família, aquesta vegada contra la banda, la companyia distribuïdora dels seus discs i el segell discogràfic, però va resultar desestimada de nou.

### Diabolus in musica(1998-2000)
Diabolus in musica va ser publicat en 1998, debutant en el Billboard 200 al lloc 31. El disc va ser rebut amb diversitat d'opinions per la crítica i el públic, ja que presenta característiques del nu metal en les seves composicions. Tanmateix, va vendre 46.000 còpies en la seva primera setmana. Poc després, Slayer i la banda de hardcore digital Atari Teenage Riot van gravar junts el tema «No remorse (I wanna die)» per a la banda sonora de la pel·lícula Spawn'. Slayer també va gravar en aquest període una versió del tema del Black Sabbath «Hand of doom» per ser inclosa al disc Nativity in black II un tribut a la banda anglesa.
Una gira mundial va seguir l'edició de Diabolus in musica, en la que la banda va fer una aparició en l'Ozzfest de 1998 amb Black Sabbath, Foo Fighters, Ozzy Osbourne, Pantera, Soulfly, Fear Factory i Skid Row.

### God hates us all(2001-2005)
Després de diversos retards rebarrejant el nou treball i realitzant portades alternatives, ja que l'original va ser titllada com a «massa gràfica», God hates us all va sortir al mercat l'11 de setembre de 2001. La promoció de l'àlbum i la seva temàtica van originar una connexió no intencionada amb els atemptats terroristes d'aquell dia. Slayer va aconseguir la seva primera nominació a un premi Grammy per «Disciple», però va perdre davant de «Schism» de Tool.
Els atemptats de l'11 de setembre van paralitzar la gira que la banda tenia pensat dur a terme per Europa a causa de les restriccions en els vols de tot el món. La majoria de les bandes originals que anaven a prendre part en ella van preferir tornar a casa, deixant sols a Slayer i Static X. Cradle of Filth, Amorphis, In Flames, Moonspell, Children of Bodom i Necrodeath van substituir a Pantera, Biohazard i Vision of Disorder. El bateria de la banda, Paul Bostaph, es va veure forçat a abandonar la banda a causa d'una lesió crònica al seu colze que li impedia tocar amb facilitat, i va ser substituït per Dave Lombardo per finalitzar la gira europea.

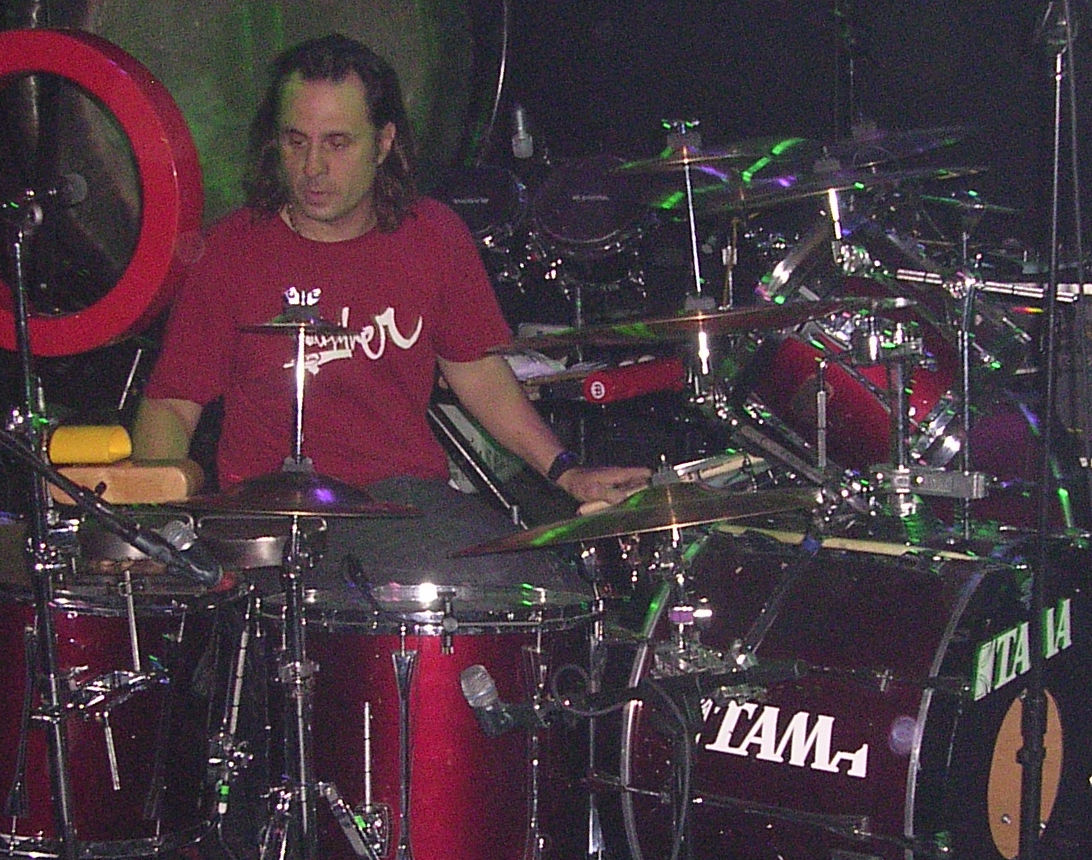
Dave Lombardo en un concert amb Fantômas el gener de 2007.

Ja en 2003, la banda va tocar sencer el disc Reign in blood en la seva gira Still reigning. «Raining blood» -Plovent sang-, la cançó final de tots els concerts d'aquesta gira, solia acabar amb una pluja de sang falsa sobre l'escenari. Un concert d'aquesta gira va ser gravat a Augusta, Maine, el juliol de 2004, i va sortir al mercat sota el nom de Still reigning DVD. També es va editar un altre DVD de la banda, War at the Warfield, i un box set, Soundtrack of the Apocalypse que inclou cançons inèdites, temes en directe i diversos pòsters i fotografies de la banda.
Entre el 2002 i 2004, la banda va realitzar al voltant de 250 concerts, encapçalant festivals com l'Ozzfest de 2004, el Download Festival i una gira europea amb Slipknot. En el Download Festival, la bateria de Metallica, Lars Ulrich, va haver de ser traslladat a l'hospital amb una misteriosa malaltia, i Dave Lombardo i Joey Jordison (de Slipknot) van tocar amb la banda en algunes cançons.

### Christ illusion(2006-2008)
El nou disc de Slayer, Christ illusion, estava pensat per ser editat el 6 de juny de 2006 a causa de connotacions satàniques (6-6-6), convertint-se al primer àlbum amb Dave Lombardo a la bateria des de Seasons in the abyss el 1990. Tanmateix, la banda va decidir retardar la publicació del treball, ja que, segons una entrevista a Kerry King, no volien ser «entre la majoria d'estúpides bandes perdedores» que pensaven editar els seus treballs el mateix dia. Tanmateix, Slayer va publicar l'EP Eternal pyre aquell dia, i va deixar la publicació de Christ illusion per al dia 8 d'agost de 2006.
El disc va debutar al cinquè lloc del Billboard 200 en vendre 62.000 còpies en la seva primera setmana, convertint-se així a l'àlbum que més alt ha arribat de tots els treballs de la banda fins a la data, superant el vuitè lloc de Divine intervention. Tanmateix, malgrat les extraordinàries vendes inicials, el disc va descendir dels primers llocs la setmana següent, col·locant-se en el número 44.
La gira The Unholy Alliance es va portar per tot el món per presentar el disc. Aquesta pensava iniciar-se el 6 de juny, però va haver de posposar-se a causa que Tom Araya va haver de sotmetre's a una operació quirúrgica a la vesícula biliar. La gira va comptar amb In Flames, Mastodon, Children of Bodom, Lamb of God i Thine Eyes Bleed, la banda del germà d'Araya, Johnny. Aquestes bandes, amb l'excepció de Thine Eyes Bleed, es van reunir per tocar en el festival Loud Park en Japó el 15 d'octubre del mateix any.
El senzill «Eyes of the insane» va rebre una nominació als premis Grammy en la categoria de Millor Interpretació de Metal resultant guanyador, encara que la banda no va poder ser present per rebre el premi a causa d'obligacions amb la seva gira. Aquesta mateixa cançó apareix a la banda sonora de la pel·lícula Saw III. Una setmana després de rebre el Grammy, Slayer va tocar un concert en una base militar nord-americana a Alemanya on es troben les forces aèries. Slayer també va realitzar una gira per Austràlia i Nova Zelanda amb Mastodon i va participar en el festival Rock am Ring i en el Download Festival.
Abans d'acabar el 2006, la banda havia editat una nova edició de Christ illusion amb una nova portada i una cançó extra, «Final six». El maig de 2007, el lloc web 'Blabbermouth.net' va anunciar que s'estava duent a terme una biografia de la banda en llengua anglesa, escrita pel britànic Joel McIver. En una entrevista, el vocalista Tom Araya va admetre que no pensava continuar amb l'activitat de la banda fins a una edat avançada, advertint que el grup pensaria sobre el seu futur una vegada acabat el seu contracte amb la seva companyia discogràfica, que expira amb el seu següent treball.
La 50è edició dels premis Grammy va atorgar a la banda un nou guardó en la mateixa categoria que «Eyes of the insane», Millor Interpretació de Metal aquesta vegada pel tema «Final six».

### World Painted Blood i la mort de Jeff Hanneman (2009-2013)
El juny de 2008 va sortir a la venda la biografia de Slayer, escrita per Joel McIver, amb el títol The Bloody Reign of Slayer
Slayer, amb Trivium, Mastodon i Amon Amarth, es va embarcar en una gira per Europa anomenada The Unholy Alliance: Chapter III durant els mesos d'octubre i noviembre de 2008. En acabant es va publicar un vídeo que mostra les sessions de gravació d'una cançó amb el títol de "Psychopathy Red", una cançó escrita per Jeff Hanneman sobre l'assassí en sèrie Andrei Chikatilo que formaria parta del nou disc. El gener de 2009 es confirmà l'assistència de la banda en el segon Mayhem Festival, com a caps de cartell i compartint escenari amb Marilyn Manson, Bullet for My Valentine, Trivium, All That Remains i Killswitch Engage. A més, també encapçalarien el festival Canadian Carnage amb Megadeth, la qual cosa va resultar que fou la primera vegada que tocaren junts en més de quinze anys.
Malgrat els rumors que asseguraven que el nuevo disc sortiria el 7 de juliol de 2009, la data se va ajornar al 2 de noviembre del mateix any. El primer single, "Psychopaty Red", va sortir a la venda vinilo de set polzades l'abril de 2009, i posteriorment es va donar a conèixer el que suposaria el següent single, "Hate Worldwide" que finalment sortiria el 29 de setembre de 2009.
El juny de 2009 es confirmà el títol del nou àlbum de Slayer, World Painted Blood. L'álbum fou produït per Greg Fidelman i distrubuït per a la seva venda per American Recordings.
El febrer de 2011 es va anunciar Gary Holt, guitarrista d'Exodus, substituiria temporalment Jeff Hanneman en les actuacions en directe, mentre Jeff es recuperava d'una fiblada d'una aranya que el va produir una paràlisi temporal en un dels seus braços. La banda i, en general tot el món del metal, esperaven frisosos la tornada de Hanneman als escenarios, però dissortadament el 2 de maig de 2013 Slayer va anunciar la sorpresiva mort del guitarrista a causa d'una insuficiència hepàtica, possiblement relacionada pel consum excessiu d'alcohol.
"Slayer is devastated to inform that their bandmate and brother, Jeff Hanneman, passed away at about 11AM this morning near his Southern California home. Hanneman was in an area hospital when he suffered liver failure. He is survived by his wife Kathy, his sister Kathy and his brothers Michael and Larry, and will be sorely missed.Our Brother Jeff Hanneman, May He Rest In Peace (1964 – 2013)"
"Slayer es troba devastat per informar que el seu company de banda i germà, Jeff Hanneman, va morir sobre les 11AM d'aquest matí prop del seu domicili al sud de Califòrnia. Hanneman va estar a un hospital de la zona quan va patir una fallida hepàtica. Deixa a Kathy, la seva muller i els seus germans Michael i Larry, i el trobarem moltíssim a faltar. Descansi en pau, el nostre germà Jeff Hanneman (1964 – 2013)"

## Estil
Els primers treballs de la banda van ser ben rebuts per la crítica gràcies a la seva rapidesa i al seu poder instrumental en combinar l'estructura del hardcore i del speed metal. Reign in blood és l'àlbum més ràpid de la banda, gravat a una mitjana de 250 beats per minute. God hates us all va ser gravat amb guitarres de 7 cordes, el que li va guanyar l'apel·latiu de nu metall per alguns admiradors.
Els solos de guitarra de King i Hanneman han estat categoritzats com a «caòtics i enrevessadament genials». Dave Lombardo usa dos bombos en lloc d'un doble pedal i un sol bombo. L'agressivitat i velocitat de Lombardo van aconseguir que la revista Drummerworld li nomenés el «padrí del doble bombo», i és considerat com una peça clau en el so de la banda.
Encara que la banda ha estat inclosa normalment dins del thrash metal, els seus components han dit que el seu estil no és thrash metal ni speed metal; és només Slayer.

## Influències
Slayer està acreditada com un dels quatre grans del thrash metal junt amb Metallica, Megadeth i Anthrax, que també van assolir la fama durant els anys '80. Entre aquestes quatre bandes, Slayer és la que es presenta en una actitud més extrema en incorporar elements del death metal. L'estil purament thrash metal de la banda ha influït en nombrosos artistes i grups posteriors. Molts grups han retut tribut a la banda en diversos discs recopilatoris, com Slatanic Slaughter 1 & 2 o Gateway to Hell. Slayer també sembla tenir influència en el desenvolupament del hardcore punk. Moltes bandes d'aquest estil van gravar el disc tribut Covered in Blood, que conté versions de totes les cançons del disc Reign in blood. Segons la MTV, Slayer ha influït a totes les bandes d'hardcore gràcies al seu estil de guitarra, l'estètica dels seus discs i les lletres violentes. També admet que va poder ser la banda responsable de la popularitat que va assolir l'emergent death metal i la va col·locar al sisè lloc de la seva llista de les bandes més grans de la història. Slayer també ha estat inclosa en la llista de VH1 dels 100 artistes més grans de hard rock al lloc 50. Per la seva part, Kerry King i Jeff Hanneman han sigut inclosos en desè lloc a la llista dels 100 guitarristes més importants de tots els temps segons la revista Guitar World. Finalment, en una enquesta feta per la revista nord-americana Revolver, Slayer apareix en els cinc primers llocs en les categories de «el millor grup de la història», «el millor grup en directe» i «grup de l'any» (en aquest cas el 2007). En aquesta mateixa enquesta Dave Lombardo va ser nomenat «millor bateria», i el duet King - Hanneman, «millor guitarrista / equip de guitarristes».
Reign in blood ha significat una forta influència en les bandes posteriors de thrash metal i metal extrem des de la seva publicació. Va ser nomenat com el «definidor del gènere» (segons la revista Stylus) i una «peça clau des de la seva publicació» (segons All Music). En 2006 va ser nomenat el millor àlbum de metal dels últims vint anys segons la revista Metal Hammer.
Dave Lombardo ha estat una gran influència en molts bateries moderns de metal, entre els quals destaquen Ray Herrera (Fear Factory), Pete Sandoval (Morbid Angel), Joey Jordison (Slipknot), Bård Faust (Emperor i Blood Tsunami), Adrian Erlandsson (Cradle of Filth) i Max Kolesne (Krisiun).
Es pot destacar que Slayer és la banda de metal més versionada de la història juntament amb Metallica. A més, un grup d'admiradors van instaurar el 6 de juny de 2006 el dia nacional de Slayer en els Estats Units, que apareix reflectit en aquesta pàgina web.
Aquesta publicació va ser titllada d'engendrar la violència i el vandalisme per comentaris com «mata al gos del teu veí i culpa'n a Slayer» a tall de sarcàstics manaments, ja que la banda ha estat criticada nombroses vegades per diversos grups socials.

## Polèmiques
Slayer ha estat acusada nombroses vegades de ser una banda simpatitzant amb el moviment nazi, especialment gràcies al logo de la banda (ja que la S de Slayer s'assembla bastant al logotip de la SS alemanya de la Segona Guerra Mundial) i a la lletra de «Angel of death», inspirada en el metge nazi Josef Mengele, que feia experiments amb bessons i discapacitats en els quals normalment morien els seus pacients durant la Segona Guerra Mundial, en el camp de concentració d'Auschwitz.
Mengele va ser anomenat com l'àngel de la mort del camp a causa d'aquests experiments, raó del títol de la cançó.
Jeff Hanneman, el seu compositor, va declarar sobre això : «Recordo haver-me aturat en algun lloc i comprar dos llibres sobre Mengele.
Vaig pensar, Això ha de ser una merda malalta. Així que quan va venir el temps de realitzar el disc això seguia en la meva ment.
D'allà és d'on ve la lletra "Angel of death"». A més a més, l'escut de la banda és l'àguila de l'exèrcit del Tercer Reich. El grup ha estat sovint titllada de nazi, però aquesta se sol defensar dient que simplement estan interessats en el tema.
La versió que el grup va fer del tema de Minor Threat, «Guilty of being white» -culpable de ser blanc- va fomentar diverses opinions que afirmaven que existia un possible missatge sobre la supremacia de la raça blanca en la música de la banda. La polèmica va venir de la mà del canvi de l'últim vers de la cançó, que clamava el títol de la cançó, en lloc de «guilty of being right» -culpable de tenir raó-. El cantant de Minor Threat, Ian MacKaye, va dir que això era «molt ofensiu» per a ell.

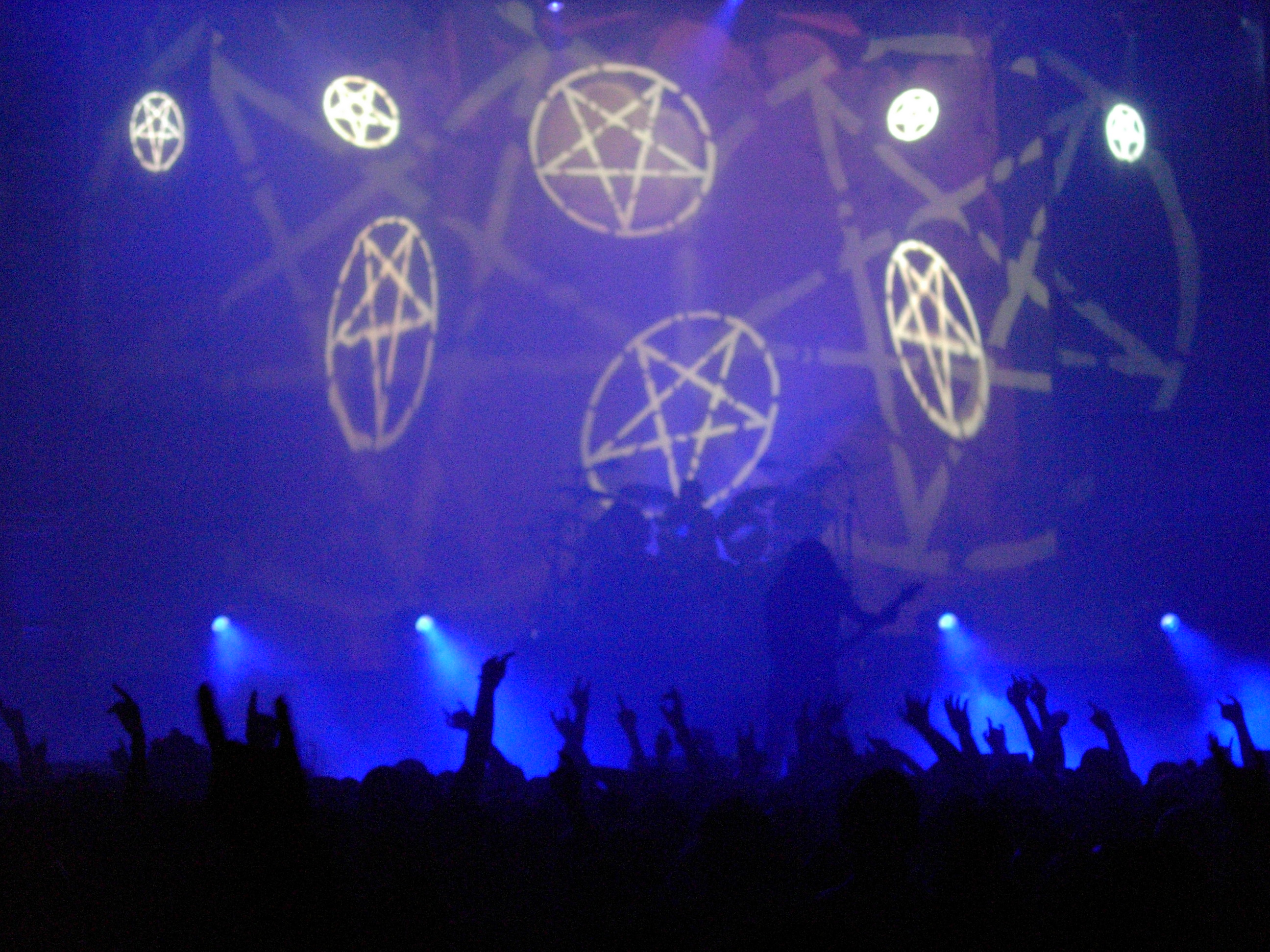
Ambientació habitual en un concert de
Slayer.

En una entrevista en 2004 al vocalista Tom Araya, a la pregunta de : «S'adonaven els crítics que vós estaven utilitzant la paròdia ?», Araya va dir :
«No. La gent pensava que era seriosament... I després hi ha el PMRC que s'ho van prendre tot literalment seriosament quan en realitat el que estàs intentant és crear-te una imatge. Estan intentant espantar a la gent expressament». Araya va negar també que els membres de la banda fossin satànics, però que troben el satanisme interessant, dient : "Tots estem en aquest planeta per aprendre i experimentar".
La cançó «Jihad» present en l'últim treball del grup fins a la data, Christ illusion, parla de la polèmica entre les famílies de les víctimes dels atemptats de l'11 de setembre. La cançó pren la perspectiva d'un terrorista religiós. El grup va argüir a això que la cançó està narrada des d'aquesta perspectiva sense ser comprensiu amb la causa, i no dona suport cap costat del conflicte. Disset bancs d'autobús amb anuncis del disc van ser titllats d'ofensius per la policia local de Fullerton, Califòrnia, en sostenir que l'anticrist i la calavera presents en els dibuixos dels seients eren inapropiats, creient també que el nom de la banda («Slayer» es tradueix com «Assassí») es referia a un assassí autèntic.
La policia de la ciutat va contactar amb la companyia discogràfica de la banda i va exigir que els seients fossin retirats.
A l'Índia, el disc va ser rebatejat per EMI després d'algunes protestes dels grups cristians del país a causa de l'ofensiva portada d'aquest, que presenta a Jesucrist mutilat en
un mar de sang. La portada original va ser dissenyada per Larry Carroll, que havia dissenyat moltes portades dels anteriors discs de la banda. L'11 d'octubre de 2006, EMI va anunciar que totes les existències del disc presents a l'Índia serien destruïdes, i no ha expressat el desig de tornar-hi a editar el disc en un futur.

## Enfrontaments

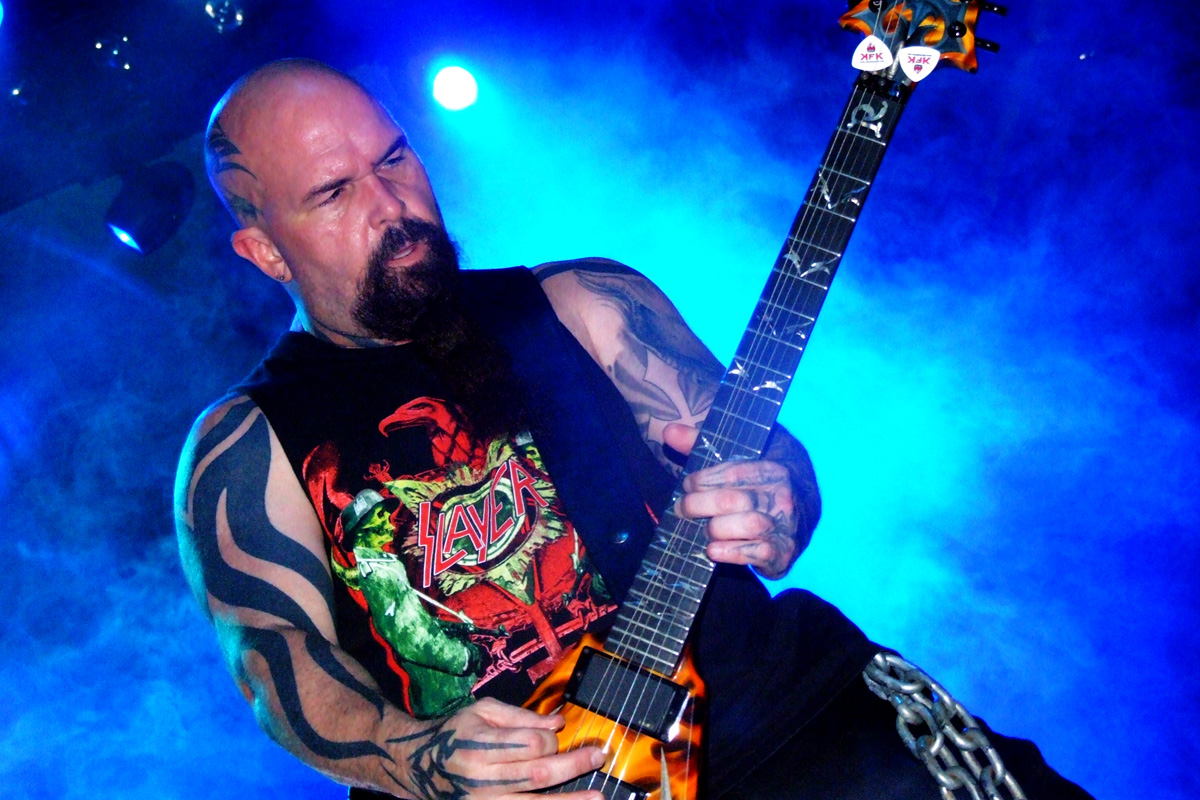
Kerry King va ser l'autor dels comentaris negatius cap a Machine Head, i va estar enfrontat durant diversos anys amb Dave Mustaine de Megadeth. A la foto, King en un concert amb Slayer el 3 de setembre de 2006.

Slayer i Megadeth han sostingut un enfrontament verbal que té les seves arrels el 1984. Dave Mustaine, llavors líder de Megadeth, es trobava per aquell moment cercant membres per consolidar la seva nova banda.
Kerry King es va oferir voluntari per col·laborar-hi, compaginant la seva activitat amb Slayer.
Tanmateix, King només va durar a Megadeth cinc concerts, ja que va dir que la banda li treia massa temps perquè volia centrar-se en Slayer.
Això no se li va posar gaire bé a Mustaine, que va insultar als membres de Slayer anomenant-los «creguts». Les relacions es van veure trencades entre les dues formacions, fet reforçat en el Clash of Titans de 1991, quan Mustaine li va dir a Araya que li llepés el penis». Araya va contestar cridant-lo homosexual en escena. Des d'aquest enfrontament, King ha mantingut en totes les entrevistes que se li ha realitzat que Mustaine és un «xuclapenis», que tothom l'odia i que és un dictador.
Recentment, King ha admès que l'admira com a guitarrista però que el considera un hipòcrita.
D'altra banda, la banda també ha sofert enfrontaments amb els membres de Machine Head, especialment quan King va dir que la banda s'«havia venut» després del llançament de Supercharger, el 2001. King va dir també que l'esmentada banda és la «responsable que existeixi el rap metal, em van enganyar dient que eren una banda de metal», sentenciant que «no tenen integritat». Robb Flynn, vocalista de Machine Head, va dir que King no va ser provocat i que aquests comentaris no havien vingut de cap costat.
Flynn va contestar sarcàsticament a King : «El senyor Sum 41 no té cap puta integritat ara ?
Dimonis !», després que King aparegués en el vídeo del tema Whay we're all about de Sum 41.
Flynn també va contestar que King «n'havia menjat tantes hamburgueses de formatge que se li ha remollit el cervell».

## Formació

### Actual
- Tom Araya (xilè) - Vocalista i baixista (1982 - actualitat)
- Kerry King (estatunidenc) - Guitarrista (1982 - actualitat)
- Paul Bostaph (estatunidenc) - (1992–1996, 1997–2001, 2013–present)
- Gary Holt (estatunidenc) - Guitarrista (2013–present; membre per als directes 2011–2013)

### Passada
- Jeff Hanneman (estatunidenc) - Guitarrista (1982 - 2013 (mort))
- Dave Lombardo (cubà) - Bateria. (1982 - 1986; 1987 - 1992; 2001 - 2013)

- John Dette: Bateria (1996 - 1997)
- Tony Scaglione: Bateria (1986)

## Discografia

### Àlbums d'estudi
| Data de llançament      | Títol                | Discogràfica          | Rànquing de Billboard | Vendes EUA |
| ----------------------- | -------------------- | --------------------- | --------------------- | ---------- |
| Desembre del 1983       | Show no mercy        | Metal Blade Records   |                       |            |
| Agost del 1985          | Hell awaits          | Metal Blade Records   |                       |            |
| Octubre del 1986        | Reign in Blood       | Def Jam Records       | 94                    | 500,000+   |
| 5 de juliol del 1988    | South of heaven      | Def Jam Records       | 57                    | 500,000+   |
| 9 d'octubre del 1990    | Seasons in the abyss | Def American Records  | 40                    | 500,000+   |
| 3 d'octubre del 1994    | Divine intervention  | American Recordings   | 8                     | 500,000+   |
| 28 de maig del 1996     | Undisputed attitude  | American Recordings   | 34                    |            |
| 9 de juny del 1998      | Diabolus in musica   | American Recordings   | 31                    |            |
| 11 de setembre del 2001 | God hates us all     | American Recordings   | 28                    |            |
| 8 d'agost del 2006      | Christ illusion      | American Recordings   | 5                     |            |
| 3 de novembre del 2009  | World Painted Blood  | American / Sony Music | 12                    |            |
| 11 de setembre del 2015 | Repentless           | Nuclear Blast         | 4                     |            |

### EP's
| Data de llançament | Títol                    | Discogràfica        | Posició | Vendes E.U. |
| ------------------ | ------------------------ | ------------------- | ------- | ----------- |
| 1984               | Haunting the chapel (EP) | Metal Blade Records |         |             |
| 6 de juny de 2006  | Eternal pyre (EP)        | American Recordings |         |             |

### Recopilatoris
| Data de llançament     | Títol                                  | Discogràfica        | Posició | Vendes |
| ---------------------- | -------------------------------------- | ------------------- | ------- | ------ |
| 25 de novembre de 2003 | Soundtrack to the apocalypse (Box set) | American Recordings |         |        |

### Directes
| Data de llançament | Títol                                      | Discogràfica         | Rànquing de Billboard |
| ------------------ | ------------------------------------------ | -------------------- | --------------------- |
| 1984               | Live undead (Directe)                      | Metal Blade Records  |                       |
| 22 d'octubre, 1991 | Decade of aggression (Doble Disc Compacte) | Def American Records | 55                    |

### Simples
| Any  | Títol                  | US Hot 100 | US Modern Rock | US Mainstream Rock | UK | Àlbum                |
| ---- | ---------------------- | ---------- | -------------- | ------------------ | -- | -------------------- |
| 1986 | "Angel of death"       | -          | -              | -                  | -  | Reign in blood       |
| 1986 | "Postmortem"           | -          | -              | -                  | -  | Reign in blood       |
| 1986 | "Raining blood"        | -          | -              | -                  | -  | Reign in blood       |
| 1988 | "Mandatory suicide"    | -          | -              | -                  | -  | South of heaven      |
| 1988 | "South of heaven"      | -          | -              | -                  | -  | South of heaven      |
| 1990 | "Dead skin mask"       | -          | -              | -                  | -  | Seasons in the abyss |
| 1990 | "Seasons in the abyss" | -          | -              | -                  | -  | Seasons in the abyss |
| 1994 | "Dittohead"            | -          | -              | -                  | -  | Divine intervention  |
| 1994 | "Serenity in murder"   | -          | -              | -                  | -  | Divine intervention  |
| 1996 | "I hate you"           | -          | -              | -                  | -  | Undisputed attitude  |
| 1998 | "Stain of mind"        | -          | -              | -                  | -  | Diabolus in musica   |
| 2001 | "Bloodline"            | -          | -              | -                  | -  | God hates us all     |
| 2001 | "God send death"       | -          | -              | -                  | -  | God hates us all     |
| 2006 | "Cult"                 | -          | -              | -                  | -  | Christ illusion      |
| 2006 | "Eyes of the insane"   | -          | -              | -                  | -  | Christ illusion      |

## Videografia

### DVDs/VHS
| Data de llançament | Títol                                          | Companyia           |
| ------------------ | ---------------------------------------------- | ------------------- |
| 31 d'octubre 1995  | Live intrusion (Vídeo domèstic)                | American Recordings |
| 29 de juliol 2003  | War at the Warfield (Vídeo domèstic) (Directe) | American Recordings |
| 26 d'octubre 2004  | Still reigning (Vídeo domèstic) (Directe)      | American Recordings |

### Videoclips
- "War Ensemble" del disc Seasons in the abyss - 1990
- "Seasons in the abyss" del disc Seasons in the abyss - 1990
- "Raining blood / Black magic" del disc de 1991 Decade of aggression
- "Serenity in Murder" del disc Divine intervention - 1994
- "Dittohead" del disc Divine intervention - 1994
- "I hate You" del disc Undisputed attitude - 1996
- "Bloodline" del disc God hates us all - 2001
- "Eyes of the insane" del disc Christ illusion - 2006